# 서우림
서우림(徐佑林, 1942년 7월 23일 ~ )은 대한민국의 배우이다. 본관은 이천(利川)이며 서라벌예술초급대학 무용학과에서 전문학사 학위를 받았다.

## 생애
1963년 서울중앙방송(지금의 KBS) 드라마 《어머니의 마음》을 통하여 연기자로 첫 데뷔를 했고, 1965년 TBC 동양방송 2기 공채 탤런트로 정식 데뷔를 했다. TBC 공채 탤런트 동기로는 전양자 등이 있다.
이후 《사모곡》, 《신기생뎐》, 《보석비빔밥》, 《오로라 공주》 등 수많은 작품에서 대갓집 마나님, 재벌집 사모님 역으로 50여 년 이상 브라운관에서 활약하였다.

## 출연작

### 타방송사
- 1972년 : 《사모곡》
- 1990년 : 《5학년 3반 청개구리들》
- 1990년 : 《내 친구 깨치》
- 1991년 : 《유심초》
- 1994년 : 《큰 언니》
- 1996년 : 《만남》
- 2000년 : 《불꽃》
- 2007년 : 《내 남자의 여자》 - 황 여사
- 2009년 : 《보석비빔밥》 - 사장
- 2011년 : 《신기생뎐》 - 이홍아
- 2012년 : 《무자식 상팔자》 - 최금실
- 2013년 : 《오로라 공주》 - 사임당
- 2014년 : 《12년만의 재회: 달래 된, 장국》 - 여일숙
- 2014년 : 《사랑만 할래》 - 강민자
- 2015년 : 《여자를 울려》 - 민정숙
- 2016년 : 《내 사위의 여자》 - 방 여사
- 2016년 : 《황금주머니》 - 은갑자

### KBS
- 1984년 : 비객
- 1987년 : 사랑의 화원
- 1987년 : 사모곡
- 1992년 : 내일은 사랑 - 진선 모
- 1995년 : 여울
- 1997년 : 욕망의 바다
- 1997년 : 웨딩드레스
- 1998년 : 내사랑 내곁에
- 1999년 : 일요베스트 - 훈수
- 2000년 : 태조 왕건 - 위숙왕후 한씨
- 2017년 : 무궁화 꽃이 피었습니다 - 노연실

### 영화출연
- 1989년 : 시비시비
- 1991년 : 피와 불
- 1991년 : 오엑스
- 1995년 : 손톱
- 1996년 : 카루나
- 2014년 : 아빠를 빌려드립니다

### 방송
- 2015년 : 리얼극장 - 행복
- 2019년 : 좋은 아침
- 2020년 : 인생다큐 마이웨이